# ناثانيل ونايت-بيرسيفال
ناثانيل ونايت-بيرسيفال (بالإنجليزية: Nathaniel Knight-Percival)‏ هو لاعب كرة قدم بريطاني في مركز الدفاع، ولد في 31 مارس 1987 في كامبريدج في المملكة المتحدة. لعب مع شروزبري تاون ونادي بيتربورو يونايتد ونادي ريكسهام ونادي كارلايل يونايتد.

## وصلات خارجية
- ناثانيل ونايت-بيرسيفال على موقع قاعدة بيانات كرة القدم.إي يو (الإنجليزية)
- ناثانيل ونايت-بيرسيفال على موقع Soccerbase.com (لاعب) (الإنجليزية)